# Zoom (film)
A Zoom 2015-ben bemutatott kanadai–brazil vegyes technikájú film, amelyben valós és számítógéppel animált díszletek, élő és számítógéppel animált szereplők közösen szerepelnek. A filmet Pedro Morelli rendezte.
A forgatókönyvet Matthew Hansen írta. A producerei Niv Fichman, Fernando Meirelles és Paulo Morelli. A főszerepekben Gael García Bernal, Alison Pill, Mariana Ximenes, Tyler Labine és Jason Priestley láthatók. A film zeneszerzője Kid Koala. A film gyártója a Rhombus és a O2 Filmes, forgalmazója az Elevation Pictures. Műfaja filmvígjáték és filmdráma. 
Kanadában 2015. szeptember 11-én, Brazíliában 2016. március 31-én mutatták be a mozikban. Magyarországon elsőként az HBO Gon volt elérhető.

## Szereplők
| Szereplő                          | Színész            | Magyar hang           |
| --------------------------------- | ------------------ | --------------------- |
| Edward Deacon                     | Gael García Bernal | Horváth Illés         |
| Emma Boyles                       | Alison Pill        | Bognár Anna           |
| Michelle                          | Mariana Ximenes    | Szávai Viktória       |
| Bob                               | Tyler Labine       | Mészáros Máté         |
| Dale                              | Jason Priestley    | Hevér Gábor           |
| Horowitz                          | Don McKellar       | Bede-Fazekas Szabolcs |
| Marissa                           | Jennifer Irwin     | Peller Anna           |
| Bajusz                            | Michael Eklund     | Hirtling István       |
| Carl                              | Clé Bennett        | Zöld Csaba            |
| Kyle, a fotós                     | J. Adam Brown      | Molnár Áron           |
| Norman                            | Patrick Garrow     | Fazekas István        |
| Orvos                             | Rick Roberts       | Jakab Csaba           |
| További magyar hangok             |                    |                       |
| Borbély Alexandra, Pálya Pompónia |                    |                       |